# Jacques Rivière (hokej na travi)
Jacques Rivière (? - ?) je bivši francuski hokejaš na travi.
Na hokejaškom turniru na Olimpijskim igrama 1928. u Amsterdamu je igrao za Francusku. Odigrao je tri susreta. Postigao je jedan pogodak.
Francuska je u ukupnom poredku dijelila 5. – 8. mjesto. U skupini je bila treća, a u odlučujućem susretu u zadnjem kolu u skupini koji je donosio susret za broncu je izgubila od Njemačke s 0:2.

## Vanjske poveznice
- Profil na Sports Reference.com  Arhivirana inačica izvorne stranice od 6. siječnja 2009. (Wayback Machine)